# Rankine-Oval

Abb. 1: Rankine-Oval (hellgrau) mit Stromlinien (dunkelgrau) und Druckfeld (rot hoch, blau niedrig)

Das Rankine-Oval – benannt nach dem schottischen Physiker und Ingenieur William John Macquorn Rankine – ist ein in der Ebene liegender, ovaler Körper, siehe Abb. 1.
Die im Bild dargestellten Stromlinien und das Druckfeld gehören zu einer ebenen Potentialströmung eines viskositätsfreien inkompressiblen Fluids (Flüssigkeit oder Gas). Der Volumenstrom ist zwischen zwei Stromlinien überall gleich, siehe Stromfunktion, sodass die Geschwindigkeit dort, wo die Linien nahe beieinander liegen höher und andernorts geringer ist.
Vor dem Körper nimmt die Geschwindigkeit ab weil der Druck ansteigt, was das Fluid nach oben und unten ausweichen lässt. Im Zentrum des Gebiets hohen Drucks vor dem Körper (rot im Bild) bildet sich ein Staupunkt, in dem die Strömung zur Ruhe kommt und der Druck um den Staudruck erhöht ist, siehe #Druckfeld und Staupunktströmung. Vor dem Körper  durchläuft die Geschwindigkeit ein Mininimum und der Druck ein Maximum. Das Oval verdrängt die Strömung nach oben und unten, was neben dem Oval wie in einer Venturi-Düse zu einer Geschwindigkeitszunahme führt, die nach dem Bernoulli-Effekt von einer Druckabnahme begleitet wird (dunkler blaue Bereiche). Im weiteren Verlauf findet der umgekehrte Prozess statt: Der Druck steigt an und die Strömung wird im hinteren Staupunkt gestoppt, wo die obere und untere Umströmung des Ovals aufeinander stoßen. Bei viskosen Fluiden kann es hier zu einer Grenzschichtablösung kommen. Im Nachlauf nähern sich Druck und Geschwindigkeit wieder den Werten im Fernfeld an, siehe #Druckverlauf auf dem Oval.
Es ist statthaft, die ebene Potentialströmung senkrecht zur Bildebene zu extrudieren, wodurch die Strömung dreidimensional und das Rankine-Oval stab- oder brettförmig wird.

## Analytische Beschreibung

Abb. 2: Rankine-Oval (schwarz) mit Stromlinien (grau) und Druckfeld (rot hoch, blau niedrig)

Da die Strömung in der Ebene stattfindet, können die Eigenschaften komplexer Funktionen ausgenutzt werden. Die xy-Ebene wird als Gaußsche Zahlenebene interpretiert und ein komplexes Geschwindigkeitspotential definiert, aus deren Ableitungen sich das Geschwindigkeitsfeld ergibt. Die Strömung ist dann automatisch volumenerhaltend und wirbelfrei.
Der Imaginärteil des Geschwindigkeitspotentials ist die Stromfunktion, deren Höhenlinien Stromlinien sind, die in einer stationären Strömung wie hier mit den Bahnlinien übereinstimmen. Es tritt an keiner Stelle der Stromlinie Fluid über sie hinweg: Stromlinien können hier als undurchdringliche Wände aufgefasst werden. Dies gilt insbesondere für die Staupunktsstromlinie, die vor und hinter dem Oval auf der x-Achse verläuft und dazwischen der Kontur des Ovals folgt.
Potentialströmungen können superponiert werden und diese hier entsteht aus der Überlagerung einer Parallelströmung in der Ebene und einer Quellströmung im vorderen Teil sowie einer Senke im hinteren Teil des Körpers, siehe Abb. 2. Einerseits verdrängt die  Quellströmung die Parallelströmung nach oben und unten und andererseits begrenzt die Parallelströmung die Ausbreitung der Quellströmung in Richtung Luv. Die Senke im hinteren Teil des Körpers verhindert das unendliche Ausbreiten des Nachlaufs wie beim Rankine-Körper. Es bildet sich ein weiterer Staupunkt in Lee, wo die obere und untere Umströmung des Ovals aufeinander prallen.

### Geschwindigkeitspotential und Stromfunktion
Das Geschwindigkeitspotential einer Parallelströmung mit Geschwindigkeit u∞>0 in x-Richtung ist Π∥(z)=u∞z, dasjenige einer Quelle mit Quellstärke Q bei x=−b lautet mit dem natürlichen Logarithmus ln {\displaystyle {\mathsf {\Pi _{*}(z)={\tfrac {Q}{2\pi }}\ln(z+b)}}} und dasjenige einer Senke gleicher Stärke bei x=b ist {\displaystyle {\mathsf {\Pi _{\circ }(z)=-{\tfrac {Q}{2\pi }}\ln(z-b)}}}. Deren Superposition hat das Geschwindigkeitspotential
{\displaystyle {\begin{aligned}{\mathsf {\Pi (z)}}=&{\mathsf {\Pi _{\parallel }(z)+\Pi _{*}(z)+\Pi _{\circ }(z)}}\\=&{\mathsf {u_{\infty }\,z+{\frac {Q}{2\pi }}\ln(z+b)-{\frac {Q}{2\pi }}\ln(z-b)=u_{\infty }\,z+{\frac {Q}{2\pi }}\ln \left({\frac {z+b}{z-b}}\right)}}\end{aligned}}}
Mit der imaginären Einheit j, z=x+j·y und dem Arkustangens arctan ist
{\displaystyle {\mathsf {\Pi (x,y)=u_{\infty }\,(x+j\,y)+{\frac {Q}{2\pi }}\left[{\frac {1}{2}}\ln \left({\frac {(x+b)^{2}+y^{2}}{(x-b)^{2}+y^{2}}}\right)+j\,\arctan \left({\frac {2\,b\,y}{b^{2}-x^{2}-y^{2}}}\right)\right]}}}
Die Stromfunktion ist der Imaginärteil des Potentials:
{\displaystyle {\mathsf {\psi (x,y)=u_{\infty }\,y+{\frac {Q}{2\pi }}\,\arctan \left({\frac {2\,b\,y}{b^{2}-x^{2}-y^{2}}}\right)}}}

### Strömungsgeschwindigkeit
Die komplexe Geschwindigkeit w ist die Ableitung des Potentials Π(z) und die reellen Geschwindigkeiten ergeben sich auch aus den angegebenen Ableitungen der Stromfunktion:
{\displaystyle {\begin{aligned}{\mathsf {w}}&={\mathsf {u-j\,v={\frac {d}{dz}}\Pi (z)=u_{\infty }-{\frac {Q\,b}{\pi \,(z^{2}-b^{2})}}}}\\{\mathsf {u}}&={\mathsf {u_{\infty }+{\frac {Q\,b}{\pi }}\,{\frac {b^{2}-x^{2}+y^{2}}{(b^{2}-x^{2}+y^{2})^{2}+(2\,x\,y)^{2}}}}}&\!\!\!\!\!\!\!\!=&{\mathsf {\frac {d\psi }{dy}}}\\{\mathsf {v}}&={\mathsf {-{\frac {Q\,b}{\pi }}\,{\frac {2\,x\,y}{(b^{2}-x^{2}+y^{2})^{2}+(2\,x\,y)^{2}}}}}&\!\!\!\!\!\!\!\!=&{\mathsf {-{\frac {d\psi }{dx}}}}\end{aligned}}}
Auf der x- und y-Achse ist die Geschwindigkeit horizontal (v=0). Bei Annäherung an die Quelle bei y=0 und x=−b oder die Senke bei x=b wächst die Geschwindigkeit über alle Grenzen, was unphysikalisch ist: In der Nähe der Quelle oder Senke verlieren die Gleichungen der Potentialströmung ihre Gültigkeit.
In den Staupunkten
{\displaystyle {\mathsf {z_{s_{1,2}}=x_{s_{1,2}}=\pm {\sqrt {b^{2}+{\frac {Q\,b}{\pi \,u_{\infty }}}}}\in \mathbb {R} }}}
herrscht Stillstand mit w=0. Die Stromlinien sind Höhenlinien der Stromfunktion und ergeben sich bei einem konstanten Wert von ψ=ψ0 aus
{\displaystyle {\mathsf {x_{1,2}=\pm {\sqrt {b^{2}-y^{2}-{\frac {2\,b\,y}{\tan \left({\frac {2\,\pi }{Q}}\,(\psi _{0}-u_{\infty }\,y)\right)}}}}}}}

### Druckfeld
In Potentialströmungen gilt die Bernoulli-Gleichung global, also zwischen zwei beliebigen Punkten in der Strömung. Mit dem Druck p und der Dichte ρ des Fluids (Flüssigkeit oder Gas) lautet hier die bernoullische Druckgleichung bei vernachlässigbarem Schwerefeld:
{\displaystyle {\mathsf {C=p+{\frac {\rho }{2}}|w|^{2}=p+{\frac {\rho }{2}}\left(u^{2}+v^{2}\right)={\text{const.}}}}}
In einem (unendlich) weit vom Rankine-Oval entfernten Punkt herrscht der Umgebungs- oder Betriebsdruck p0 und die Strömungsgeschwindigkeit ist u∞, was die Konstante C festlegt:
{\displaystyle {\mathsf {C=p_{0}+{\frac {\rho }{2}}\,u_{\infty }^{2}}}}
In den Staupunkten herrscht Stillstand mit w=0:
{\displaystyle {\mathsf {C=p_{s}+{\frac {\rho }{2}}|0|^{2}=p_{s}=p_{0}+{\frac {\rho }{2}}\,u_{\infty }^{2}}}}
In einem beliebigen Punkt ist mit den Geschwindigkeiten aus dem vorhergehenden Abschnitt
{\displaystyle {\mathsf {p+{\frac {\rho }{2}}|w|^{2}=p_{s}\;\rightarrow \;p=p_{0}-{\frac {\rho }{2}}\left(u_{\infty }^{2}+{\frac {Q\,b\,{\big (}2\,\pi \,u_{\infty }\,(b^{2}-x^{2}+y^{2})+Q\,b{\big )}}{\pi ^{2}\,{\big (}(b^{2}-x^{2}+y^{2})^{2}+(2\,x\,y)^{2}{\big )}}}\right)}}}
Mit zunehmender Entfernung vom Rankine-Oval, x→±∞ und/oder y→±∞, stellt sich der Umgebungsdruck p0 ein, und auch diese Gleichung verliert in der Nähe der Quelle und der Senke ihre Gültigkeit.

### Druckverlauf auf dem Oval

Abb. 3: Druck- (grün) und Geschwindigkeitsverlauf (blau) auf dem Oval (durchgezogen) und etwas daneben (gestrichelt)

In Abb. 3 ist mit durchgezogenen Linien der Druck- und Geschwindigkeitsverlauf auf der Staupunktsstromlinie dargestellt, die vor und hinter dem Oval auf der x-Achse verläuft und dazwischen der Kontur des Ovals folgt.
Bei Annäherung an den luvseitigen Staupunkt bei -xs steigt der Druck bis zum Staudruck an, was die Strömung bis zum Stillstand abbremst. Nachfolgend wird die Strömung vom Oval nach oben und unten verdrängt, was wie in einer Venturi-Düse zu einem Druckabfall bis zur breitesten Stelle führt, wo entsprechend die höchste Strömungsgeschwindigkeit erreicht wird. Im weiteren Verlauf findet der umgekehrte Prozess statt: Der Druck steigt an und die Strömung wird im hinteren Staupunkt gestoppt. Bei viskosen Fluiden ist die hier angegebene Druckverteilung der Grenzschicht aufgeprägt und es kann zu einer Grenzschichtablösung kommen. Im Nachlauf nähern sich Druck und Geschwindigkeit wieder den Werten im Fernfeld an.
Die gestrichelten Linien zeigen die Verläufe auf einer benachbarten Stromlinie. Auch hier durchläuft der Druck vor dem Körper ein Maximum und bremst die Geschwindigkeit auf ein Minimum ab. Zur Mitte des Ovals sinkt der Druck auf ein Minimum und wird die Geschwindigkeit entsprechend maximal. Der Verlauf ist auch hier symmetrisch zur y-Achse.

### Breite des Rankine-Ovals
Aus der Breite h des Rankine-Ovals ergibt sich die Quellstärke Q gemäß
{\displaystyle {\mathsf {{\frac {Q}{u_{\infty }}}={\frac {h}{1-{\frac {2}{\pi }}\,\arctan \left({\frac {h}{2b}}\right)}}}}}
Denn weil in einer stationären Strömung wie hier die Stromlinien und Bahnlinien übereinstimmen, ist die Strömung innerhalb des Ovals ein in sich geschlossenes System. Der aus der Quelle austretende Volumenstrom Q muss daher innerhalb des Ovals über die y-Achse treten. Der Volumenstrom {\displaystyle {\mathsf {\dot {V}}}} über die y-Achse ist das Integral der horizontalen Geschwindigkeit u auf der y-Achse:
{\displaystyle {\mathsf {u(x=0,y)=u_{\infty }+{\frac {Q\,b}{\pi (b^{2}+y^{2})}}\;\rightarrow \;{\dot {V}}=\int _{-{\frac {h}{2}}}^{\frac {h}{2}}u(0,y)\,dy=h\,u_{\infty }+{\frac {2\,Q}{\pi }}\,\arctan \left({\frac {h}{2\,b}}\right)}}}
Gleichsetzen der Volumenströme {\displaystyle {\mathsf {{\dot {V}}=Q}}} führt auf obige Formel. Umgekehrt ist sie eine implizite nichtlineare Gleichung zur Bestimmung der Dicke h des Rankine-Ovals aus den vorgegebenen Größen von Q,  {\displaystyle {\mathsf {u_{\infty }}}} und b.